# Naprowadzanie wieży na cel
Naprowadzanie wieży na cel – czynność polegająca na skierowaniu na cel osi lufy armaty czołgu, obracając wieżę w płaszczyźnie poziomej o określony kąt. 
W czołgu wieża jest naprowadzana ręcznie lub mechanicznie przy pomocy napędu elektrycznego albo hydraulicznego. Czynność wykonuje celowniczy albo też wstępnie, zdalnie dowódca czołgu naciskając przycisk, który znajduje się w obrotowej wieżyczce w której siedzi. Mechanizm naprowadzania jest tak skonstruowany, że gwarantuje obrócenie wieży zawsze po najkrótszej drodze. We współczesnych czołgach jest możliwy obrót wieży z różnymi prędkościami w każdą ze stron, w zależności od tego jaką prędkość nastawi celowniczy odpowiednim regulatorem. Natomiast wieże obrotowe w transporterach opancerzonych naprowadza się na cel ręcznie. 